# Ruhunde
Ruhunde ist ein Sektor im Süden des Distrikts Burera in der Nordprovinz von Ruanda.

## Geographie
Der Sektor hat eine Fläche von 43,2 km² und liegt auf einer Höhe von etwa 2060 m. Er unterteilt sich in die vier Zellen Gaseke, Gatare, Gitovu und Rusekera. Der Großteil von Ruhunde liegt innerhalb der Rugezi-Sümpfe, die seit 12. Januar 2005 als Ramsar-Gebiet ausgewiesen sind. Nachbarsektoren sind im Nordosten bis Osten Gatabe, im Südosten Miyove, im Süden Cyungo, im Westen Nemba und im Nordwesten Rwerere.

## Bevölkerung
Nach Stand der Volkszählung von 2022 liegt die Einwohnerzahl bei 20.157. Zehn Jahre zuvor waren es 16.975, was einem jährlichen Bevölkerungszuwachs von 1,7 Prozent zwischen 2012 und 2022 entspricht.

## Verkehr
Entlang der Westseite des Sektors verläuft eine District Road, die jedoch Stand 2022 nicht asphaltiert ist.